# Psychogéographie

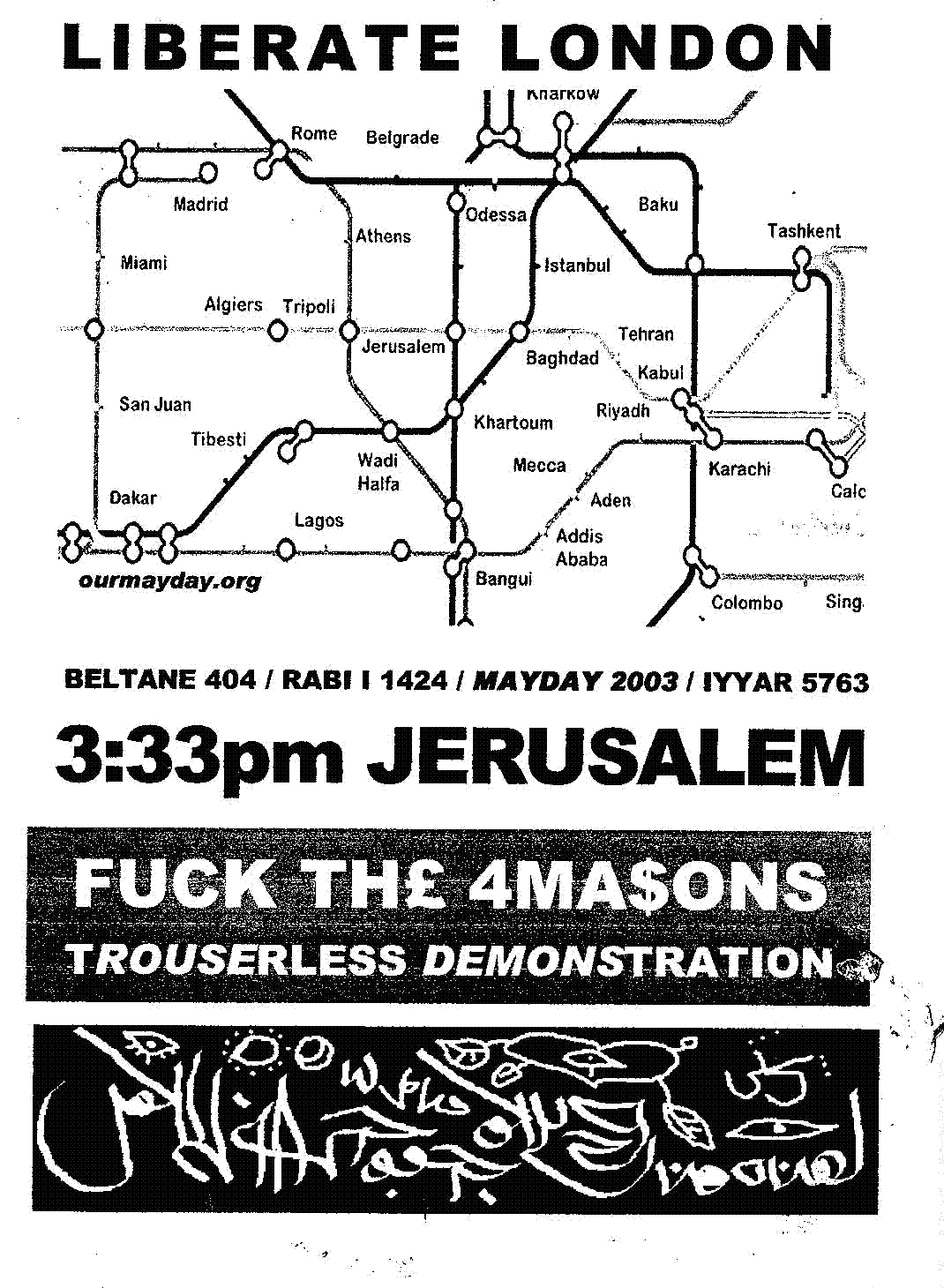
evoL PsychogeogrAphix 2003

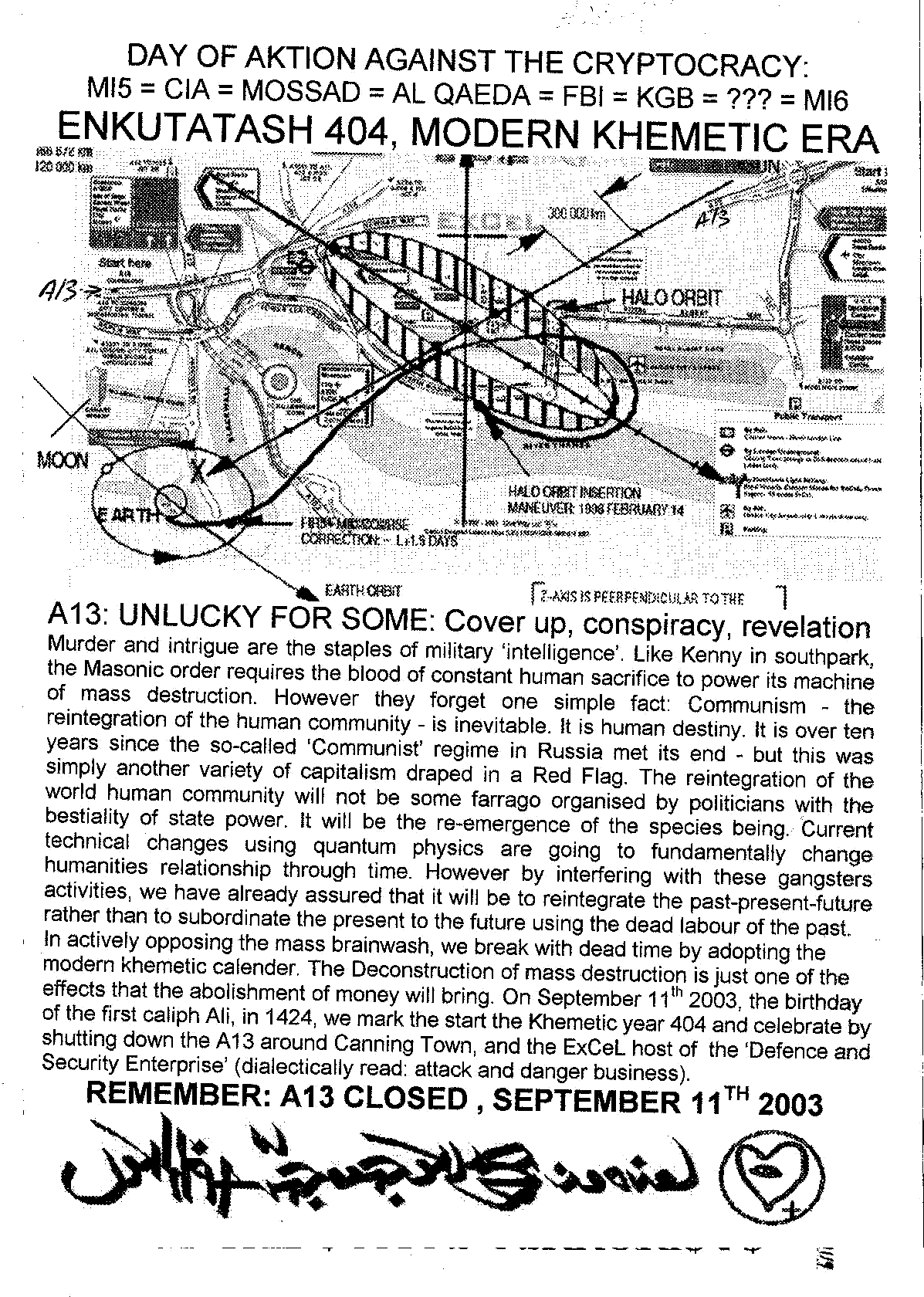
evoL PsychogeogrAphix 2003

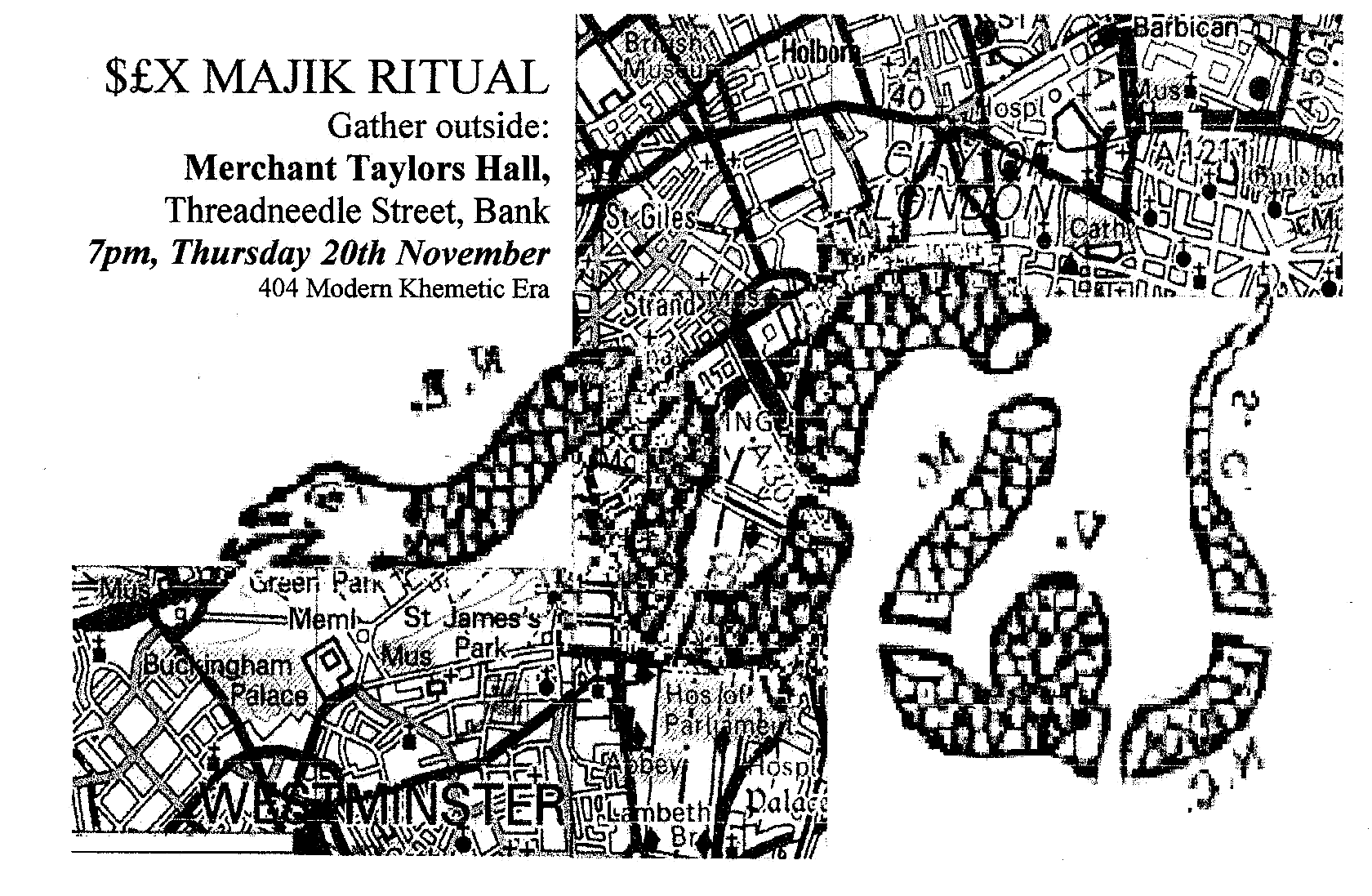
evoL PsychogeogrAphix 2004

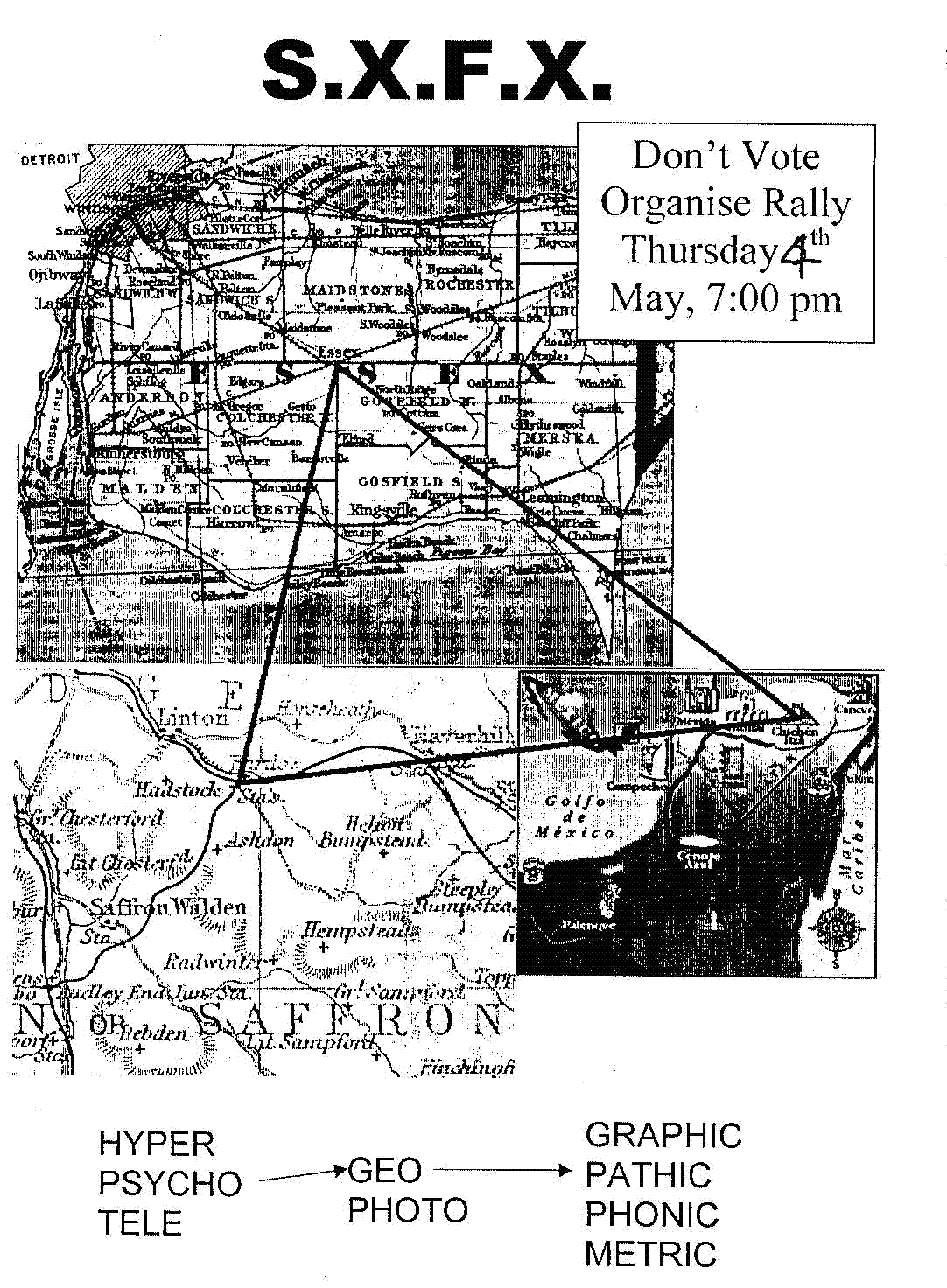
evoL PsychogeogrAphix 2005

La psychogéographie, contrairement à ce que ce mot pourrait laisser penser, n’est pas un concept de la géographie. Ce néologisme a été créé en la personne de Guy Debord par le mouvement d'avant-garde artistique Internationale lettriste (1952-1957) annonciateur de l’Internationale situationniste, d’inspiration plus ouvertement marxiste.
Par l’intermédiaire notamment de la psychogéographie, les situationnistes ont développé une réflexion sur la question urbaine qu’ils inscrivaient en réaction à l’urbanisme fonctionnaliste. Leurs descriptions de l’espace urbain dénoncent un espace perçu comme ennuyeux. L’urbanisme fonctionnaliste est en outre accusé d’organiser une sorte d’aliénation aux services des temples de la consommation avec en point d’orgue l’impossible « réappropriation de l’espace urbain par l’imaginaire ».
Selon l’Internationale situationniste, la ville, érigée en suivant les principes de l’urbanisme fonctionnaliste provoque la mise en place d’un dispositif d’isolement, d’exclusion et de réclusion des citadins, in fine, la ville participe à l’établissement d’un ordre dans lequel le désir n’a pas sa place.
Leur projet est de refonder la ville afin de créer des ambiances inédites permettant la construction de situations, c’est-à-dire des moments de vie à la fois singuliers et éphémères.

## Définition
Terme défini pour la première fois par Guy Debord en 1955, la psychogéographie « se [propose] l'étude des lois exactes, et des effets précis du milieu géographique, consciemment aménagé ou non, agissant directement sur les émotions et le comportement des individus.»
Élevée au rang de science par ses créateurs, la psychogéographie s’intéresserait donc à la perception de l’espace urbain, et plus particulièrement à l’expérience affective de l’espace par l’individu.
La dérive urbaine constitue le principal outil pour appréhender « le relief psychogéographique »,  c’est-à-dire le changement d’ambiance au sein de la ville, de ses quartiers et de ses rues. Ces espaces urbains que l’Internationale situationniste nomme « unités ambiances » sont les lieux dont les caractéristiques sont homogènes. L’objectif de la dérive, qui se déroule à pied, est de localiser ces ambiances, de les évaluer et de les expliquer. À partir de ces observations récoltées sur le terrain, les « psychogéographes » reportent et localisent ces aires d’ambiances sur des cartes.

## Les cartes psychogéographiques
Les cartes psychogéographiques sont donc le résultat de l’objectivation de la dérive. Elles matérialisent sous forme graphique les états d’âmes des individus au contact de l’espace urbain et, plus artistiques que scientifiques, cherchent à tracer le rapport entre les quartiers et les émotions qu’ils provoquent. Dans la littérature, la carte la plus souvent utilisée comme exemple est celle Guy Debord « The Naked City » (guide psychogéographique de Paris). Dans cette carte faite de collages, les flèches rouges indiquent sur fond blanc, le parcours de la dérive qui relie les différentes unités d’ambiances. Pour Guy Debord, il s’agit des « tendances spontanées d’orientation d’un sujet qui traverse ce milieu sans tenir compte des enchaînements pratiques – des fins de travail ou de distraction – qui conditionnent habituellement sa conduite ». La carte traditionnelle est détournée pour lui faire dire ce qu’elle cache, une structure déambulatoire qui n’indique aucun lieu. C’est malgré tout une carte fonctionnelle dans laquelle il s’agit surtout de faire la critique des espaces réels, représentés et vécus, par l’introduction de la subjectivité. L’idée de faire une carte des ambiances est paradoxale car ce procédé se base sur l'idée que les émotions ressenties par tout un chacun seraient identiques, alors qu'il est constant que notre humeur du moment peut influencer notre ressenti au moment de traverser un espace.

## Les ambitions de ce mouvement
L'internationale situationniste propose donc de reconstruire la ville selon le prisme de la psychogéographie. Ils développent une nouvelle forme d’aménagement urbain : l’urbanisme unitaire par l’intermédiaire de l’architecte hollandais Constant Nieuwenhuis (dit Constant). Ce dernier vise à transformer le milieu urbain à partir de « l’emploi de l’ensemble des arts et techniques concourant à la construction intégrale d’un milieu en liaison dynamique avec des expériences de comportement ».   

## Critique de la psychogéographie
La contradiction la plus fondamentale réside dans l’impossible mariage entre la dérive et la psychogéographie. La première se réclame d’un comportement ludico-constructif puisqu’à travers la dérive, les marcheurs sont en quête d’émotions et de plaisir. La seconde quant à elle relève d’un comportement rationnel qui permet d’identifier les unités d’ambiance. Ainsi, la critique la plus fondamentale concerne l’incapacité de la psychogéographie à étudier « les divers mécanismes (sociaux, affectifs, architecturaux et culturelles) qui produisent tel ou tel impact affectif sur l’individu ».

## La psychogéographie contemporaine
Dans les années 1990, alors que la théorie situationniste devient populaire dans les cercles artistiques et académiques, des groupes d'avant-garde, développent la praxis psychogéographique de diverses manières. Influencés principalement par la ré-émergence de la London Psychogeographical Association et la fondation de The Workshop for Non-Linear Architecture, ces groupes ont contribué au développement d'une psychogéographie contemporaine.
Mais la psychogéographie est aujourd'hui surtout un outil utilisé dans la littérature par des écrivains britanniques comme Iain Sinclair ou Peter Ackroyd. Sinclair utilise peu le jargon associé aux situationnistes et popularise le terme en produisant un grand nombre d'œuvres basées sur l'exploration pédestre du paysage urbain et suburbain.
Sinclair et d'autres auteurs s'inspirent d'une longue tradition littéraire britannique d'exploration des paysages urbains, antérieure aux situationnistes, que l'on retrouve dans les œuvres des écrivains William Blake, Arthur Machen et Thomas de Quincey. La nature et l'histoire de Londres étaient au centre des préoccupations de ces écrivains, qui utilisaient des idées romantiques, gothiques et occultes pour décrire et transformer la ville. Le best-seller de Peter Ackroyd, London : A Biography s'appuie en partie sur des sources similaires. Les concepts et les thèmes abordés par l'auteur de bandes dessinées Alan Moore dans From Hell sont également considérés aujourd'hui comme des œuvres significatives de la psychogéographie.
La psychogéographie comme dispositif littéraire revient aujourd'hui en France avec des auteurs comme Philppe Vasset ou Jean Rolin.

## Psychogéographes
- Guy Debord
- Iain Sinclair
- Peter Ackroyd
- Philippe Vasset
- Jacques Réda
- Éric Hazan
- Michèle Bernstein
- Pat Barker
- Paul Conneally
- Stewart Home
- Jacqueline de Jong
- Robert Macfarlane
- Geoff Nicholson
- Laura Oldfield Ford
- Nick Papadimitriou
- Will Self
- Cathy Turner
- Jean Rolin
- Camille Ammoun
- Léon-Paul Fargue
- Jacques Yonnet
- Jean-Paul Clébert
- Robert Giraud
- Pierre Marcelle
- Xavier Boissel
- Vanessa Berry
- Luther Blissett
- Ian Collinson
- Peter Doyle
- Ralph Rumney

### Source
- (it) Gianluigi Balsebre, Il territorio dello spettacolo, Potlatch, s.l., 1997.